# Claudio Lagomarsini
Claudio Lagomarsini, né le 21 août 1984 à Carrare, est un écrivain et professeur universitaire italien. Il enseigne la philologie romane à l'université de Sienne. 

## Biographie
Claudio Lagomarsini est philologue, spécialiste de la littérature arthurienne et des traductions romanes médiévales des textes latins. Il est également romancier et auteur de récits, explorant ainsi différentes formes d'expression littéraire.
Il est auteur d'essais critico-philologiques et d'ouvrages généraux, principalement consacrés à la littérature française et italienne des XIIe – XIVe siècles.

## Œuvres

### Romans et nouvelles
- Ai sopravvissuti spareremo ancora (roman), Rome, Fazi, 2020; traduction ukrainienne: По тих, хто вижив, стрілятимемо ще, Kiev, Anetta Antonenko, 2022  (ISBN 978-88-932-5640-7).
- Le scatole (nouvelle), dans L’inquieto, no 17, 2022, p. 27-43 (avec illustrations de Bernardo Anichini) .
- Il Grande Alessandro (nouvelle), dans Nuovi Argomenti, no 64 (octobre-décembre), 2013.
- Jenny (nouvelle), dans Retabloid, 2017.
- Il vecchio Kenji (nouvelle), dans Colla, 2018 .
- Lancillotto. Il mito del Graal e della Tavola Rotonda, Giunti, Milano 2020 (ISBN 9791223205495).

### Essais et éditions critiques
- Les Aventures des Bruns. Compilazione guironiana attribuibile a Rustichello da Pisa, Florence, Edizioni del Galluzzo, 2014 (ISBN 978-88-8450-572-9).
- Lais, épîtres et épigraphes en vers dans le cycle de Guiron le Courtois, Paris, Classiques Garnier, 2015  (ISBN 978-2812434082).
- Virgilio, Æneis: volgarizzamento senese trecentesco di Ciampolo di Meo Ugurgieri, Pise, Edizioni della Normale, 2018  (ISBN 978-88-7642-630-8).
- Il Graal e i cavalieri della Tavola Rotonda. Guida ai romanzi francesi del Duecento, Bologne, il Mulino, 2020,  (ISBN 978-88-15-28608-6).
- Il Ciclo di Guiron le Courtois. Romanzi in prosa del secolo XIII, vol. IV: Roman de Guiron. Parte prima, Florence, Edizioni del Galluzzo, 2020  (ISBN 978-88-8450-969-7).
- L’invenzione dell’intreccio. La svolta medievale nell’arte narrativa, Bologne, il Mulino, 2023  (ISBN 978-88-15-38775-2).
- La Bible française du XIIIe siècle. Édition critique des livres de Ruth, Judith et Esther, Genève, Droz, 2024  (ISBN 978-2-600-06518-4).